# Missen-Wilhams
Missen-Wilhams är en kommun i Landkreis Oberallgäu i Regierungsbezirk Schwaben i förbundslandet Bayern i Tyskland. 
Kommunen bildades 1 januari 1959 genom en sammanslagning av kommunerna Missen och Wilhams.
Kommunen ingår i kommunalförbundet Weitnau tillsammans med köpingen Weitnau.